# سركوك شرقي
سركوك شرقي (الاسم العلمي Sarcococca orientalis)، نوع نبات من السركوك، موطنه مقاطعة جيانغشي في جنوب شرق الصين،وهي شجيرة صغيرة دائمة الخضرة، طولها 9 سم.